# زيغبرت تاراش
زيغبرت تاراش (بالألمانية: Siegbert Tarrasch)‏ (5 مارس 1862 - 17 فيفري 1934) كان من أقوى لاعبي الشطرنج وأكثرهم تأثيرا في تطورها ومعلم شطرنج ونظريا في أواخر القرن الـ 19 وبداية القرن الـ 20.
ولد تاراش في فروتسواف في مملكة بروسيا وأتم دراسته سنة 1880، غادر فروتسواف لدراسة الطب في جامعة هاله واستقر في نورنبرغ بافاريا ولاحقـا في ميونخ، حيث تمكن من امتهان مسيرة طبية ناجحة وأنجب 5 أولاد، كان تاراش يهوديا تحول إلى المسيحية اللوثرية في 1909  وكان وطنيا ألمانيا فقد ابنه في الحرب العالمية الأولى.

## روابط خارجية
- زيغبرت تاراش على موقع الموسوعة البريطانية (الإنجليزية)

- زيغبرت تاراش على موقع مباريات الشطرنج (الإنجليزية)
- زيغبرت تاراش على موقع 365Chess.com (الإنجليزية)
- زيغبرت تاراش على موقع Chesstempo.com (الإنجليزية)
- زيغبرت تاراش سجل أولمبياد الشطرنج على موقع OlimpBase.org (الإنجليزية)
- تصنيف اللاعب تاراش